# Olga Butenop
Olga Viktorovna Butenop (* ?, Moskva) je ruská fotografka a fotožurnalistka.

## Životopis
Narodila se v Moskvě, vystudovala biologickou fakultu a speciální obor „Fotožurnalistika“ Fakulty žurnalistiky Moskevské státní univerzity a Institut současného umění (IPAI). Je členkou Unie ruských fotografů. Pracovala pro RIA Novosti.

## Výstavy
Výběr výstav autorky:
- 2011 – výstava fotografií na moskevském mezinárodním festivalu „Móda a styl ve fotografii“.
- 2011 – „Mladí fotografové Ruska“
- 2011 – foto-video projekt „Hvězdy: Cesta k velkému obrazu“ (Centrum současného umění M'ARS).
- 2012 – „Workshop 20'12“. Speciální projekt III. Mezinárodního bienále mladých umění v Moskvě
- 2012 – Výstavní projekt „Přechod“ (z Muzea multimediálního umění / Moskevského domu fotografie).
- 2012 – společný projekt s Natalií Alexanderovou na „Moskevské ceně mládeže pojmenované po Maleviči“ (Ústřední dům umělců). (Projekt získal diplom od moskevské vlády).
- 2013 – společný projekt s Natalií Alexanderovou na výstavě nominovaných do soutěže „Stříbrná kamera 2012“.
- 2013 – společný projekt s Natalií Alexanderovou na festivalu Art Točka.

## RIA Novosti
Pracovala pro ruskou informační agenturu RIA Novosti, což byla státní zpravodajská agentura pro mezinárodní informace se sídlem v Moskvě.  Dne 9. prosince 2013 podepsal ruský prezident Vladimir Putin dekret o zrušení této agentury a rozhlasové stanice Hlas Ruska a jejich sloučení do nově vzniklé agentury Rusko dnes (Rossija segodňa).

## Galerie

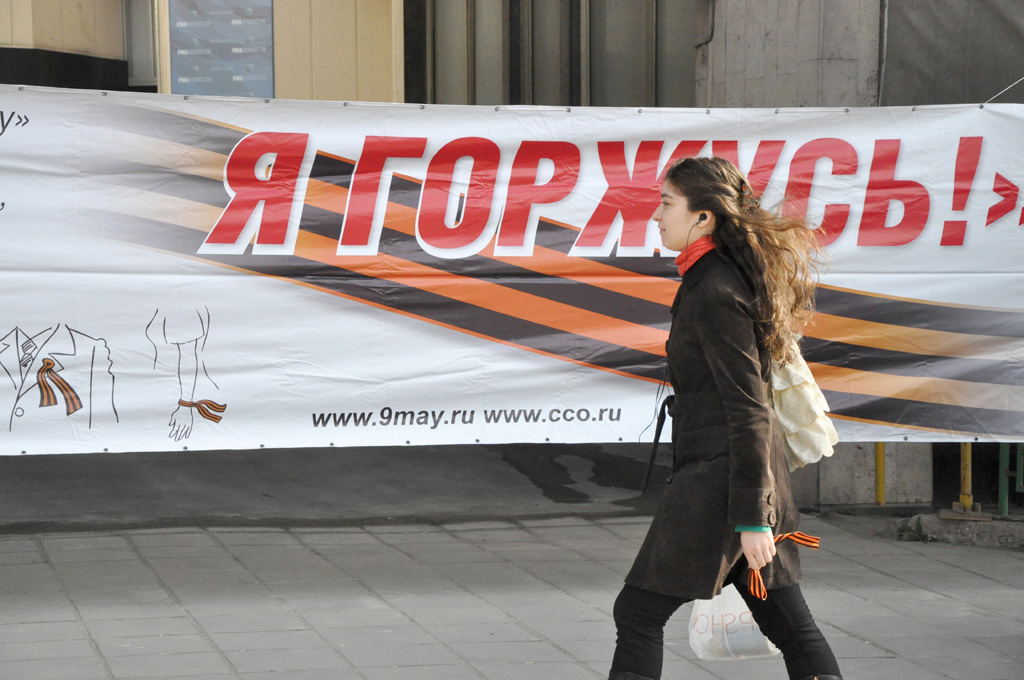
„V Moskvě začala akce Stuha svatého Jiří“. Distribuce stuh svatého Jiří v budově RIA Novosti na Zubovském bulváru Rusko, Moskva, 24. dubna 2009
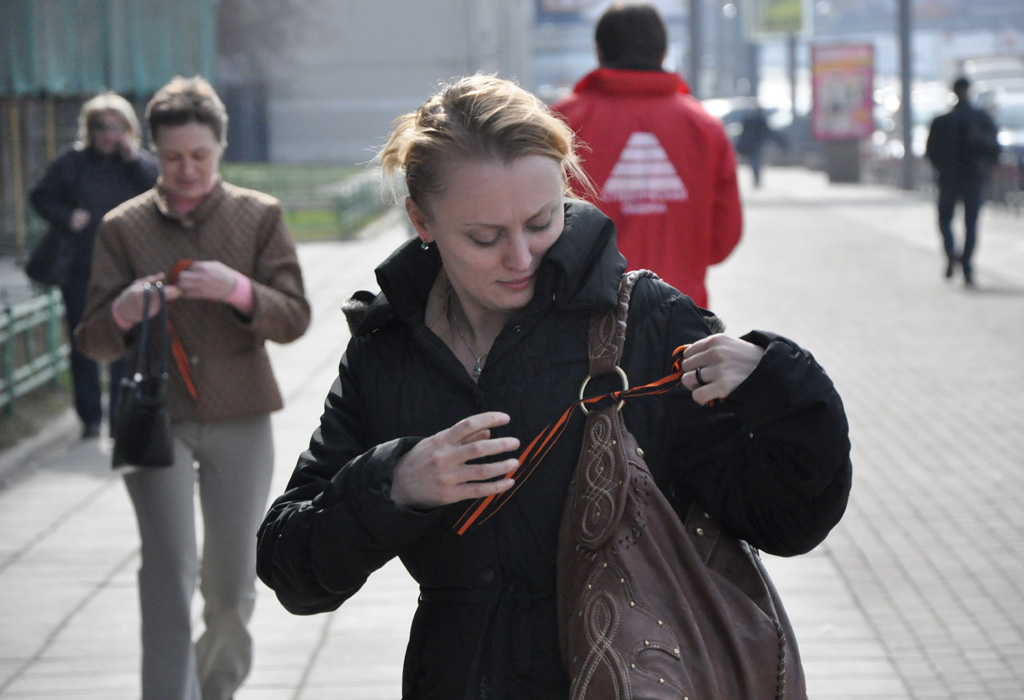
„V Moskvě začala akce Stuha svatého Jiří“. Distribuce stuh svatého Jiří v budově RIA Novosti na Zubovském bulváru Rusko, Moskva, 24. dubna 2009